# Світ тісний
Експеримент «Світ тісний» (англ. Small world experiment) являє собою серію експериментів, проведених в США американським соціологом Стенлі Мілґремом 1967 року. Мета експерименту — пошук та аналіз середньої довжини шляху між об'єктами соціальної мережі, де довжина шляху — це кількість зв'язків між людьми (один зв'язок становить одну одиницю довжини шляху), об'єкти — це люди, які брали участь в експерименті і які складають в цьому випадку соціальну мережу. Це новаторське дослідження передбачало, що людське суспільство є надто зв'язною, іншими словами «тісною», мережею, яка характеризується короткими шляхами між двома випадковими вершинами графа. В дискретній математиці існує граф, що має назву «Світ тісний», який характерний тим, що більшість вершин не є сусідніми, але практично в будь-яку вершину можна потрапити за невелику кількість кроків.
Головним результатом експерименту «Світ тісний» є те, що об'єкти соціальної мережі мають довжину шляху в середньому рівну шести. Говорячи простими словами, це означає, що дві випадково взяті людини знайомі одна з одною на відстані в середньому в шість осіб. Експеримент зазнав цілком обґрунтованої критики[⇨], але подальші дослідження, що проводилися зокрема і за допомогою електронної пошти, показували аналогічні результати.
Експеримент Мілґрема найчастіше асоціюється з актуальною в останні роки теорією — «Теорією шести рукостискань», хоча ця теорія, загалом, є результатом експерименту Стенлі Мілґрема.

## Історичні передумови
Однією з найбільш ранніх згадок «Теорії шести рукостискань» та формулювання проблеми «Світ тісний» вважається робота угорського письменника Фрідеша Карінтія. Робота полягала в пошуку відповіді на питання, чи можливо знайти людину, яка не буде знайома з іншою людиною більш ніж через п'ять людей .
На початку 1950-х математик Манфред Кохен та політолог Іфііла де Сола Пул написали математичний рукопис «Контакти та Впливи» («Contacts and Influence»), поки працювали в Паризькому університеті. Під час написання рукопису університет відвідав Стенлі Мілгрем, якого дуже зацікавила ця тема. Даний рукопис був опублікований та поширювався серед вчених протягом 20 років до публікації 1978 року. У ньому були чітко сформульовані математичні аспекти роботи соціальних мереж. Цей рукопис поставив велику кількість питань про мережі, і одне з питань було пов'язане з кількістю ланок реального соціального ланцюга між двома його об'єктами.
По поверненню з Франції Стенлі Мілґрем вирішив відповісти на це питання. У 1967 його експеримент отримав назву «Світ тісний» та оглядова інформація про нього була опублікована в популярному журналі "Psychology Today" і в більш суворої формі в журналі «Соціометрії» двома роками пізніше. Стаття в «Psychology Today» створила гарну рекламу для експерименту.

## Експеримент
Один із шляхів вирішення поставленої проблеми — це дізнатися, з якою ймовірністю дві випадково взяті персони будуть знати один одного. Для цього уявляємо людство у вигляді соціальної мережі (граф) та намагаємося знайти середню довжину шляху між двома вузлами (між двома людьми).
Мілгремом був розроблений алгоритм для підрахунку кількості зв'язків між двома людьми для проведення експерименту. У процесі експерименту Мілгрем вимірював довжину шляху..

### Хід експерименту Мілгрема

Один з можливих варіантів ходу експерименту Мілгрема «Світ тісний»

1. В рамках експерименту 1967 року Мілгремом були обрані максимально віддалені один від одного міста США — як географічно, так і соціально. Початковою точкою послужили міста Омаха, штат Небраска, і Вічита, штат Канзас, кінцевою точкою було обрано місто Бостон, штат Массачусетс.
2. Листи з необхідною інформацією були відправлені випадково вибраним людям в Омаху і у Вічиту. У листі містилася інформація про експеримент, автора експерименту, а також відомості про людину, котра проживає на цей момент в Бостоні, який і є тим самим цільовим контактом в експерименті. Саме з ним необхідно з'ясувати наявність зв'язку. Також в листі містився реєстр, в якому реєструвалися всі учасники, таким чином, дослідники могли відстежити кількість ланок в ланцюзі до підсумкового одержувача.
3. Після запрошення до участі людина повинна була, якщо вона знала цільовий контакт, особисто відправити йому лист.
4. У більш ймовірному випадку, якщо людина з Бостона була йому не знайома, необхідно було вибрати серед своїх знайомих тих, хто з більшим ступенем імовірності мав бути знайомий з цільовою персоною.
5. У підсумку, якщо лист досягав пункту призначення, проводився підрахунок учасників та робилися відповідні висновки.

### Результати
Незабаром після початку експерименту листи почали прибувати до мети і дослідники стали отримувати дані з листів. Іноді в ланцюзі присутні всього дві людини, інакше кажучи, лист прибув до мети за два «стрибки», в той час як деякі ланцюги складалися з дев'яти або десяти «стрибків». Однією з проблем, з якою довелося зіткнутися дослідникам, стало те, що часто люди просто відмовлялися передавати лист вперед, і, таким чином, листи не досягали мети зовсім.

Модель «Теорії шести рукостискань»

У результаті, під час експерименту з 296 листів мети не досягло 232 листи. Але, тим не менш, 64 листи все ж дійшли, і ланцюжок від відправника до одержувача в середньому був довжиною в 5,5 або 6 осіб. Таким чином, дослідники дійшли висновку, що люди в Сполучених штатах знайомі один з одним з відстанню приблизно в шість осіб. Зважаючи на отримані дані, широкого поширення набула «Теорія шести рукостискань», яка є результатом експерименту Мілгрема, хоча сам Мілгрем не має прямого відношення до неї.
Внаслідок низки спроб проведення експерименту «Світ тісний», на підставі даних реєстру листів, крім встановлення середньої довжини ланцюга, були зроблені висновки щодо того, яким чином люди обирали знайомих для пересилки листа. Головним фактором для вибору була географічна близькість знайомих до мети. Звідси дуже багато листів доходило достатньо швидко в безпосередній близькості від мети призначення в Бостоні (в одному штаті або навіть місті), але не так швидко доходило до адресата.

### Критика
Існує ціла низка методологічних досліджень, що критикує експеримент Мілгрема. Ці дослідження припускають, що середня довжина шляху насправді може бути більша або менша, ніж у Мілгрема.
Деякі зауваження наведені нижче:
1. Професор психології Джуді Клейнфілд стверджує, що отримані результати експерименту Мілгрема недостовірні. По-перше, «стартові» персони були завербовані через оголошення, на які звертали увагу ті люди, які вважали, що вони мають велику кількість знайомих по країні. Друга проблема пов'язана з тим, що чим більше ставав ланцюг, тим більше росла ймовірність того, що на шляху зустрінеться учасник, який не захоче продовжувати ланцюг. Таким чином, представлена внаслідок дослідження Мілгрема середня довжина шляху далека від реальної. Професором було запропоновано декілька способів виправити результати, зокрема, використовувати так званий «Аналіз виживаності» для того, щоб врахувати довжину шляху до її переривання на одному з етапів .
2. Однією з ключових особливостей методології Мілгрема є те, що учасникам пропонується самостійно вибрати таку людину серед своїх знайомих, яка найімовірніше знайома з цільовим об'єктом. І, до того ж, вибір падає на тих знайомих, з якими в них відносини найкращі. Таким чином, учасники ланцюга можуть відправити лист адресату, що розташований набагато далі від мети, і збільшити довжину шляху, що призводить до упередженості та необхідності переоцінки середньої довжини шляху.
3. Опис різних варіантів соціальних мереж все ще залишається відкритим питанням.
4. До сих пір існують такі громади, як Сентінельці. Своєї повною ізольованістю від світу вони порушують принцип глобальних мереж. Тим не менш, ця група населення дуже мала і не росте, що робить її наявність незначним статистичним відхиленням.
Крім зазначених методологічних зауважень, існують ще декілька концептуальних питань, які знаходяться на стадії обговорення.

## Вплив

### В соціальних науках
Малкольм Гладуелл у своїй книзі «Переломний момент», заснованій на статтях, спочатку опублікованих в газеті «The New Yorker», збирає воєдино соціологічні дослідження з проблеми «Світ тісний» та стверджує, що середня довжина шляху, рівна шести, достатньо сильно залежить від декількох неординарних людей («з'єднувачів»), які мають велику кількість контактів та друзів. Саме ці «центри» є посередниками між переважною більшістю «слабших» по контактам осіб. Однак в останніх роботах про вплив явища «Світ тісний» на передачу хвороби автор вказав, що у зв'язку з сильною зв'язністю соціальних мереж усунення подібних «центрів» мало впливає на середню довжину шляху .

### Математики та актори
Існують невеликі спільноти людей, які характеризуються достатньо тісними як особистими, так і професійними взаємозв'язками. Наприклад, математики або актори. Математиками було висунуто поняття Число Ердеша (англ. Erdős number) — жартівливий метод визначення найкоротшого шляху від якого-небудь ученого до угорського математика Пола Ердеша по спільних наукових публікаціях.
Аналогічна робота була проведена для актора Кевіна Бейкона та акторів, що з'являлися у фільмах разом з ним. Вона має назву «Шість кроків до Кевіна Бейкона» (англ. Six Degrees of Kevin Bacon) — гра, учасники якої повинні не більш ніж за 6 переходів знайти зв'язок між загаданим актором та Кевіном Бейконом через акторів, разом з якими вони знімалися. Існує також комбінований варіант цього поняття, число Ердеша-Бейкона (англ. Erdős-Bacon number).

## Поточні дослідження
Питання «Світ тісний» залишається достатньо популярною темою досліджень, сьогодні деякі експерименти ведуться, як і раніше. Наприклад, Пітер Доддс, Робі Мухамад та Дункан Воттс провели перше великомасштабне повторення експерименту Мілгрема, за участю 24163 електронних листів і 18 цілей у всьому світі. Також встановлено, що середня довжина ланцюга приблизно дорівнює шести, навіть з урахуванням «виснаження» (зупинка передачі листа одним з учасників). Критика, яка обрушилася на експеримент Мілгрема, абсолютно також відноситься і до цього експерименту.

## Моделі мережі
1998 року Дункан Ваттс та Стівен Строгац з Корнелльского університету запропонували першу модель мережі «Світ тісний». Вони показали, що в мережах, як природно започаткованих, так і в створених людиною, таких як нейронна мережа, C. elegans та електричні мережі, проявляється феномен «Світ тісний». Ваттс та Строгац показали, що починаючи зі звичайної ґратки та подальшого додавання будь-якої кількості випадкових зв'язків, зменшується діаметр — найдовший шлях між двома будь-якими вершинами в мережі, роблячи з найдовшого шляху найкоротший. Математична модель, яку розробили Ваттс та Строгац для пояснення цього явища, стала широко застосовуватися в різних галузях. За словами Ваттса:

«Я думаю, що мені довелося контактувати з людьми з різних сфер діяльності за межами англійської літератури. До мене приходили листи від математиків, фізиків, біохіміків, нейрофізіологів, епідеміологів, економістів, соціологів. Крім цього, від людей зі сфери маркетингу, інформаційних систем, цивільного будівництва, бізнес-підприємств, які використовують концепцію „Світ Тісний“ для цілей в мережі Інтернет».
Оригінальний текст (англ.)
I think I've been contacted by someone from just about every field outside of English literature. I've had letters from mathematicians, physicists, biochemists, neurophysiologists, epidemiologists, economists, sociologists; from people in marketing, information systems, civil engineering, and from a business enterprise that uses the concept of the small world for networking purposes on the Internet.

У підсумку, їх модель показала правильність досліджень Марка Грановеттера, базувалася на тому, що «велика сила криється у слабких вузлах», які, в свою чергу, скріплюють соціальну мережу. І хоча з того часу ця модель була узагальнена Джоном Клейнбергом, вона залишається основним тематичним дослідженням в області складних мереж. У теорії мереж добре вивчена модель мережі «Світ тісний» (тут йдеться про графи англ. Small world network). Ряд класичних результатів, отриманих на випадковому графі, демонструють, що навіть в мережі без реальної топологічної структури проявляється феномен «Світ тісний», який математично виражається в тому, що діаметр мережі збільшується пропорційно логарифму числа вузлів (а не пропорційно числу вузлів, як у випадку решітки). Цей результат також відображується на мережах з показовим розподілом, таких як Безмасштабна мережа.
В інформатиці «Світ тісний» використовується для розвитку безпечного однорангового протоколу (англ. peer-to-peer, P2P), для розвитку нових алгоритмів маршрутизації в мережі Інтернет та в спеціальних бездротових мережах, а також алгоритмів пошуку в мережах зв'язку всіх видів.

## Експеримент Мілґрема в поп-культурі
Сучасну поп-культуру не можна уявити без соціальних мереж не лише в США, але і у всьому світі. Зокрема, поняття шести рукостискань стало частиною колективного розуму. Поява сайтів соціальних мереж, таких як Facebook, Friendster, MySpace, XING, Orkut, Cyworld, Bebo та інші, привела до збільшення зв'язності інтернет-простору, що, як наслідок, призвело до сильної зв'язності людей у всьому світі.